# ピンク映画

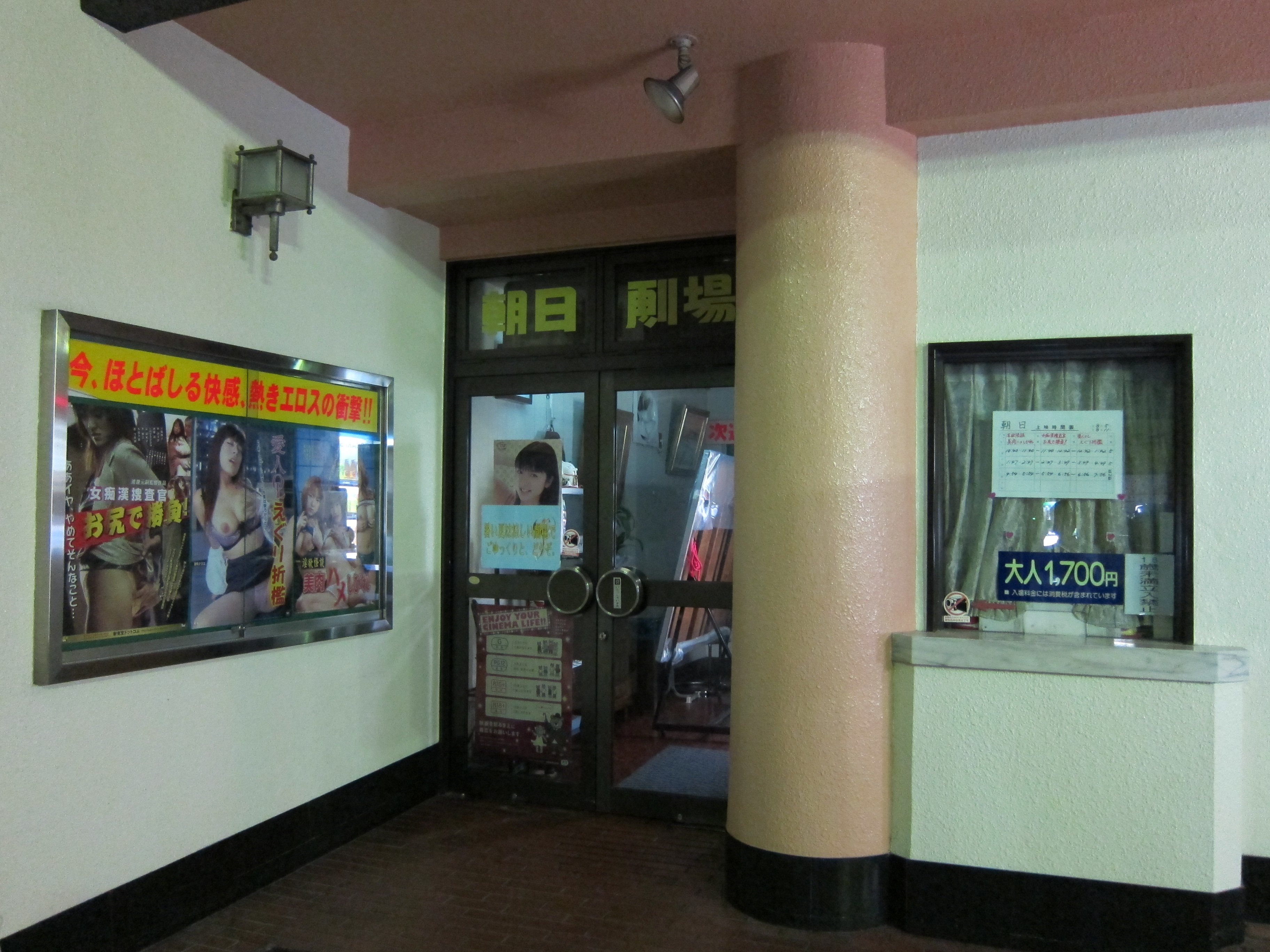
成人向け映画館の入口（岐阜市柳ケ瀬通 朝日映画劇場 2011年、2023年現在現存）

ピンク映画（ピンクえいが）は、日本のポルノ映画のうち、大手（一般的には日本映画製作者連盟加盟の4～6社を指して呼ぶ）以外の映画製作会社によって製作・配給された作品のこと。ただし、この呼び分け（大手の作品をポルノと呼ぶ）が定着したのは東映がポルノという呼称を使い始め、さらに日活ロマンポルノが開始されて以降であり、それ以前は特別に区別されていない。
現在の製作・配給会社としては新東宝映画、オーピー映画（旧大蔵映画、Okura Pictureより）、新日本映像（エクセス・フィルム）がある。この他に製作のみを行っている国映があり、配給は新東宝映画に委託されていたが、近年の作品は他社が配給している。映画監督としては若松孝二、女優としては新高恵子、香取環らが知られている。
（同性愛者向けの映画については「ゲイ向けピンク映画」を参照。）

## 概要
"ポルノ映画"という呼称を日本で初めて使って映画を作ったのは東映である。東映任侠映画の仕掛け人で 当時東映の取締役だった岡田茂（のち、同社社長）が、1960年代後半から『大奥㊙物語』（1967年）や『徳川女系図』（1968年）といったエロチシズム路線の映画を仕掛けていき、このうち、やはり岡田の企画で始めた"温泉芸者シリーズ" 第4作『温泉みみず芸者』（鈴木則文監督、1971年7月3日公開）に於いて プロデューサーの天尾完次が海外の雑誌のグラビアから"ポルノグラフィ"という言葉を見つけて 同作で主演デビューする当時16歳の池玲子を売り出すため、あれこれ思案し「日本初のポルノ女優」というキャッチコピーを付けた。今日SEX映像の代名詞として日本で定着する"ポルノ"という言葉は、このとき東映が作った造語である。岡田茂がポルノ・ピンク映画に参入した動機は、当時ピンク映画が、表立って宣伝もしないのに隆盛を極めて、ソロバンをはじいてみると松竹の年間配入よりも総体で上回ることが分かったからといわれている。日活も東映のアイデアを拝借して"日活ロマンポルノ"という言葉を作り、東映の『温泉みみず芸者』公開から4か月後の1971年11月20日に『団地妻 昼下りの情事』『色暦大奥秘話』を"日活ロマンポルノ"第1弾として封切り「ポルノ映画」という名称が一気に普及した。『網走番外地』シリーズでNO.1ヒットを出していた石井輝男ら一般映画でも一流の監督たちが演出し、一般映画でも主演スターである梅宮辰夫、丹波哲郎、吉田輝雄、伊吹吾郎らが登場する。そこからポルノの女王と言われる池玲子や杉本美樹らがスターとなっていき、フランスポルノの女王サンドラ・ジュリアンやクリスチーナ・リンドバーグらがゲスト出演した。特に初期の一部作品は豪華な時代劇のセットや衣装を使い、後の日活のポルノとは桁違いの大金を投じていた（1970年代には逆に日活よりも低予算の小品も増えた）。当時の日本映画は2本立てが基本であるため、ヤクザ映画と併映されていた。東映ポルノは、1960年代後半から1970年代終わりにかけて作られた。
日活は1960年代半ばに入ると、石原裕次郎、小林旭の人気の低下や作品のマンネリのため客足が遠のき、後発のスターも観客動員力がなく経営破綻に陥った。成人映画なら一般映画より1桁少ない制作費でも客入りが見込めると、1971年にポルノ専門の会社に転進、日活ロマンポルノを名乗った。ポルノを嫌った日活の既存のスターはテレビドラマや他社の映画の仕事を求めて辞めていき、既に名を成していた映画監督らについては、この機に日活を離れた者が多い。一方、それ以外のスタッフについては、日活に残ってそのままロマンポルノの制作に従事した者も少なくない。
日活ロマンポルノは人材・作風などからピンク映画をスケールアップしたものが多い。日活の配給網がバックにあるロマンポルノは零細企業が作るピンク映画に比べれば数倍の予算が組め、日活社有のスタジオが利用でき、俳優・監督なども事実上の日活専属が多かったことから、ピンク映画とは様々な面でカラーが異なっていた。ピンク映画業界のスターだった女優や監督など優秀な人材が日活にヘッドハンティングされることもあり、決して対等・良好な関係とは言えなかった。
ただし、3本立てのうち1本にピンク映画を買い取って配給する体制が早くに定着。これ以外にも、1980年代後半以降、諸般の事情からロマンポルノにピンク映画出身の監督が次々に進出するようになり、垣根は取り払われていった。なお、買い取り作品も現在は日活が著作権を所有し、ビデオなども日活マークをつけて発売されているため、一見して区別が難しくなっているものもある。基本的に買い取り作品は日活撮影所も使われず、技術スタッフもすべて社外の人間だったが、通常のピンク映画よりは若干多めの予算で外注されるケースが多かった。ピンク映画の監督が日活撮影所に招かれて買取ではない日活映画を監督した例もある。
独立系ピンク映画の主な女優としては香取環、新高恵子、松井康子、可能かづ子（夏海千佳子）、扇町京子、内田高子、西朱実、火鳥こずえ、森美沙、路加奈子、藤野ひろ子、乱孝寿らが活躍した。後に白川和子、宮下順子、谷ナオミらもピンク映画のスターとなった。1970年代後半には原悦子がピンク映画から日活へ移っている。2010年代より業界縮小に徐々に専業および一般女優の起用は少なくなっており、入れ替わるように主演や脱ぎ役にAV女優の起用が目立つようになった。これは制作側からすれば脱ぎ役を抵抗なく勤めてくれること、既に人気があり動員も見込めること、AV女優側からすれば演技面に力を入れたい、外部の作品露出を増やしたい等の理由の合致による。
主な監督としては若松孝二、山本晋也、渡辺護、小林悟、新藤孝衛、糸文弘、小川欽也、小森白、湯浅浪男、南部泰三らがいた。
日本では「ピンク」という色名が用いられているが、アメリカでの類似映画は、フィルムを青く着色していたことから「ブルーフィルム」と呼ばれる。日本で「ブルーフィルム」とは、温泉街などでの上映会に提供されていた8ミリまたは16ミリフィルムによる短編ピンク映画（その多数は無修正映画）を指すことが多い。

## 起源と歴史
1950年代までに、浅草などの都市部の映画館で半ば大っぴらに上映されていたブルーフィルムが上映禁止となった。こうした客層のニーズを満たすため、また1950年代から1960年代に、テレビの普及で職を奪われたニュース映画や教育映画関係者たちが糊口を凌ぐため、お色気をテーマにした短編・中篇映画が盛んに制作されるようになり、これを同じく衰退しつつあった小規模なニュース映画専門館に供給、上映されるようになった。新高恵子も証言しているが、初期はピンクと言っても下着までで、胸も尻も出せない文字通り「お色気」作品であり、激しい性描写にはほど遠い代物だった。また、作品としての質も高くなかった。
しかし、1961年の新東宝倒産が一つの転機となった。新東宝の経営を追われた大蔵貢が大蔵映画を設立する。1962年に協立映画製作、大蔵映画配給の『肉体の市場』が公開された。「成人指定」「独立プロ製作」「劇映画」という3つの要素を満たした最初の作品として、この『肉体の市場』がピンク映画第1号とされている。
鈴木義昭は1963年に日本のメジャー映画会社である東映が製作した『五番町夕霧楼』と日活の『にっぽん昆虫記』が"ピンク映画"第一号と論じている。『別冊ニュース特報』1964年6月号（双葉社）『氾濫する映画の新しいエロチシズム』に「不況になってエロで当たった。最近の傾向のはしりは『五番町夕霧楼』と『にっぽん昆虫記』の二つだ」と書かれているという。この二作は作品的にも高い評価を得たが、興行的な成功はエロチック・シーンによるところが大きかった。その成功に目をつけた邦画五社は、競い合いながらエロチシズムを売りものにした映画を量産した。
この頃、ピンク映画という言葉はなく、「お色気映画」などとも呼ばれていたというが、夕刊紙「内外タイムス」文化芸能部の記者で、後に映画評論家の村井實（村井実）が1963年に関孝司監督、沼尻麻奈美主演の映画である国映配給の『情欲の洞窟』を取材した際、「おピンク映画」とこれらの作品群を呼ぶ造語を作り、その後「お」が外れてピンク映画という言葉が誕生したと言われる。
また、新東宝関西支店の有志が新東宝興業（現在の新東宝映画）を設立し、大蔵映画と新東宝興業のピンク映画界の2大会社が成立する。また、一般の劇映画を経験した若松孝二などの監督やスタッフが、次々とピンク映画に参入してきた。特に若松は「若松プロ」を設立し、ピンク映画と言うよりは問題作と言われる作品を発表した。そして1965年にピンク映画の歴史上、最も大きなニュースがもたらされた。若松監督 の『壁の中の秘事』がベルリン国際映画祭に出品されたのである。これは1960年代という激動の時代には、もはや石原裕次郎主演のようなエンターテイメント系の凡作ではなく、アート系のラジカルな映画を受け入れる用意が出来ていたことを示していた。
1965年の映倫審査の成人映画233本中、大手5社（東映、東宝、日活、大映、松竹）は17本。残りが概ねピンク映画と作品数急増。その一方で業界の淘汰・再編も進み、1960年代中盤には新東宝興業・大蔵映画などは共倒れを防ぐため全国各地の成人館を一般映画同様、チェーン化していった。1970年には日活ロマンポルノの一定の成功もあって、東映セントラルフィルム、東活（事実上の松竹系）、ミリオンフィルム（後のジョイパックフィルム、現在のヒューマックスシネマ）といったメジャー系のピンク映画製作会社も出現した。1968年の段階でピンク専門館は約200館。1970年には220館。当時の東映館330館には及ばないものの、東宝160館を大きく抜き、大映、松竹専門館にダブルスコアをつける数字となった。これにより第六系統出現とも報道された。
1980年代前半はピンク映画の最盛期であり、これら制作会社が多数発表する一方で、ゲイ・ポルノなども制作が開始される。しかし、1980年代後半はアダルトビデオに市場を奪われ衰退、さらにピンク映画に対する映画業界による自主規制などからメジャー系制作会社は次々に撤退した。1988年のロマンポルノの撤退も含めて、1990年代には市場が大幅に縮小した。
21世紀に入り、日本の映画産業もデジタル化が進む中、フィルムによる撮影とアフレコによる録音に拘ったピンク映画も、唯一の頼み綱の富士フイルムが映画用のフィルムの生産中止を受けたことにより、現存するピンク映画製作会社は全てデジタルに移行している。しかし縮小市場の中でも存続の可能性を求め、「異業種との共同出資」「一般用R15＋版と成人用R18＋版の2バージョンを作る」といった試みが為されている。

## 表現の特徴
ピンク映画は文字通り、性描写を第一義とする映画である。しかし、『肉体の市場』が制作された1960年代前半は、女優が映画で乳房を見せるのは御法度で、ベッドシーンで男女が腰を絡める描写も撮影できなかった。同作の性描写は現在(2022年)からするとかなり大人しいものだが、封切られた直後に警視庁公安部から摘発された。しかしこの摘発が結果的に世間の話題となり、再編集版『肉体の市場』は大ヒットした。
初期のピンク映画は基本的に全編モノクロ映像だったが、1964年の小川欽也監督作品『妾』で初の“パートカラー”が採用された。濡れ場シーンになるとカラー映像に切り替わるというこのパートカラーは、以降ピンク映画の売り物となった。
上記のように長らく性描写に対する規制が強かったこと、監督やスタッフに映画業界関係者が少なからず存在すること、大学や映画専門学校出身の作家（監督、脚本家）やスタッフ、俳優がそもそも映画業界志望であって一般映画への憧憬が強かったことなどから、性描写に力点を置きつつも一般映画としての質を望むことも多かった。
このため、欧米のポルノ映画ではあまり省みられない映画としての評価と、性描写や女優の美貌などポルノとしてのクオリティが共存する日本独特のものとなった。
ピンク映画は低予算、早撮りを特徴としており、一般的な作品の場合300万円程度の予算で撮影期間は3日ほど。したがって、多くの場合には2晩徹夜で撮影をし続ける。かつては専用スタジオを用いた撮影も一部で行われていたが、一般的にはオールロケが主流である。限られた予算の補助のために、ロケとして用いられたホテルや飲食店のクレジットを映画の内部に表示するなど、苦心の策も用いられたという。また、この「300万円・3日」という数字は、1960年代から物価が大幅に高騰した21世紀にまで変わっておらず、特にフィルム使用時代末期の現場は窮乏をきわめた。逆に、初期の現場には（制作会社のピンハネにもよるが）余裕があるケースも存在し、1960年代末に業界入りした浜野佐知は総勢30人近いロケなども体験したことがあるという。
ピンク映画の作風は作家も影響するが、それ以上に影響が強いのが会社側の要求である。一般的に作家側は芸術的・映画的な作風を望むのに対し、会社側は性描写などポルノとしてのクオリティを望むことが多い。このぶつかり合いの中で作品が生まれると言ってよい。
低予算・短期間で、作家性の強い新人を多く起用することからピンク映画は一種のインディペンデントな作品に思われることもあるが、ピンク映画そのものはむしろかつてのプログラムピクチャーの方に性格は近く、このような制限の中で作家側が独自のカラーを出すことになる。またピンク映画は、60分前後の尺に4回ほどの濡れ場のシーンを入れるのが一般的だった。この条件でストーリーを作るには、高い演出力が必要とされた。
この「縛り」は会社によってまちまちであり、厳しく条件を要求しアダルトビデオに追随するような作品を求める会社もあれば、作家側に裁量を多く与えている鷹揚な会社もある。作家主義が出やすいのは当然後者であり、ミニシアターや映画祭において上映されて「映画」として評価されるのはこのような作品である。その一方で、会社・ピンク映画に特化した観客に好評なのは前者において制作されたポルノとしての性格が強い作品という場合もあり、時として（ピンク映画に興味を持つ）一般映画ファンとピンク映画ファンの間に評価の違いを生み出すことがしばしばある。
しかし、このような低予算・早撮りという制作形態はかつてのアメリカB級映画と共通しており、事実、大手制作会社が一部の大作を除き自社制作から撤退し、社員監督を雇わなくなってからはアメリカのB級映画がそうであったように、ピンク映画が映画監督の養成機関であると同時に登竜門として重要な役割を果たしていた。
映画タイトルは監督や脚本家の意向が反映されず、仮タイトルのまま撮影が行われ、公開直前に公開館や配給元の営業セクションで決められることが多い。脚本家・橘満八によると「昭和以来の風習」である。このためソフト化、R-15編集の際は同一作品ながら（表現規制などもあり）別タイトルになることも多い。

## その影響
ピンク映画の出身には若松孝二のような巨匠もいれば、浜野佐知のような「作家主義」の監督もおり、多様性が確保されていた。
ポルノ、ピンクのライバルは相変わらずアダルトビデオやアダルトコンテンツなどであり、特に若い観客層を奪い続けている。ただ、その一方で映画作品として質の高さが再評価されることにより、作家性の高いピンク映画がロマンポルノと共にDVDなどソフトとして復活したりしており、意外に底堅い一面もある。また、アダルトビデオから人気女優が進出してくるケースも（人材不足も手伝って）1990年代以降では盛んになり、そうした作品でアダルトビデオファンを取り込むことも多くなっている。大蔵映画・斎藤豪計は（AV女優側としては）「演技をやってみたいAV女優さんは多い」、制作側も「AV女優さんの認知度や影響力がとても強い」と業界同士、相乗効果と産んでいることを語っている。またAVは各国の事情から正式ルートでの輸出が困難な半面、ピンク映画は容易であり、『つむぎ』（蒼井そら主演、髙原秀和監督）などは海外での販売、上映でもヒットした。
社会派から怪談、ホラー、コメディまで作風が多岐にわたることを、ピンク映画ファンを自認し、監督作も多くある城定秀夫は『自らジャンル映画であることを否定しようとする自虐的な風潮がある特殊な存在故に「エロくなくて面白い」などというカオスな感想が生まれたりもする』と記述している。
ドイツの配給会社代表を務めるステファン・ホールは「欧米には存在しないユニークなインディペンデント映画」、「なかには心底つまらない映画もあります」と評している。

## 上映館

### 現状
客層としては、自宅の個室でアダルトビデオなどのポルノ作品を鑑賞する環境を持つことの出来ない家族持ちの中高年者、出稼ぎ労働者、老人などが主で、過去において常連だった学生などはほとんど見られない。特に冬季に暖気を求めてやってくる客層は、開館から閉館時まで居座ることがある。企業のスケジュール管理が緩やかだった時代には、営業マンやセールスマンが時間調整のために来ることも多かったという。
しかし近年、上映館の相次ぐ廃館やシネマコンプレックスへの転身により、上映と制作の機会は激減している。ピンク映画館は個人経営の場合が多く、観客減と経営者の高齢化（後継者問題）、施設の老朽化（耐震基準を満たせず、建て替えも耐震工事も経済的に困難である）などで閉館する場合が多い。比較的規模の大きいピンク映画館運営会社でも、すでにピンク映画に集客力は無いと判断し、閉館や一般映画館への転換を図っているケースがほとんどである。その一方で、製作側のデジタル化に連動して、フィルム上映からDVD上映に切り替えて上映を続けている成人映画館も存在する。
オーピー映画ではフィルムからデジタルへの移行が遅い成人映画館のことを踏まえデジタル移行を躊躇していたが、2015年の『誘惑遊女〜ソラとシド〜』から完全デジタル制作に移行。編集作業を効率化し、一般映画館上映用を並行で制作する「OP PICTURES+」企画を生んだ。
1990年の東活撤退以降、ピンク映画は長らくオーピー映画、新東宝映画、エクセスフィルムの3社体制が続いてきたが、2010年代に入って後二社が事実上新作提供を休止。2015年以降はほぼオーピー映画のみによる年間30本台の新作と、旧作再上映によって業界が維持されている。2020年以降はオーピー映画の新作も減少し、2023年現在は月に1〜2本公開というペースである。

### かつて存在した上映館
- 日本館
- 蒲田パレス座
- 亀有名画座
- タナベ国際劇場 - 2012年3月31日閉館
- 新橋ロマン劇場 - 2014年8月31日閉館

## 関連企業
大きくわけて、製作会社と配給会社、その両方を行う会社に分類される。

### 現存する企業
配給会社
- 新東宝映画 - 旧新東宝興業。直接製作している他、2009年まで国映作品の配給も行っていた。2014年以降は新作の公開がなく、事実上活動休止状態にある。
- オーピー映画 - 大蔵映画の関連会社。直営館を持つ。大蔵映画は70年代前半まで撮影所も持っていた。
- 新日本映像 - ブランド名はXces Film。

制作プロダクション
映画会社・興行会社系と映画監督の個人企業に近いものに分けられる。代表的なものにとどめてある。
- 国映 - かつては独自に配給網を持ち、直営館も存在していた。後期は新東宝映画系のプロダクションとして活動した。
- ENKプロモーション（東梅田日活株式会社→ケームービー株式会社） - ゲイポルノの製作配給が中心だが、日活ロマンポルノの買い取り作品、新日本映像提供のピンク映画も製作。興行会社でもあり、大阪府の東梅田日活劇場（のちに梅田日活に改称）、東梅田ローズ劇場（のちに梅田ローズ劇場に改称）、京都府のシネフレンズ西陣など直営館を経営していたが、現在は全て閉館している。
- 旦々舎
- 加藤映像工房
- サカエ企画
- 多呂プロ
- ネクストワン
- フィルム・ハウス

### 過去にピンク映画を製作配給していた企業
配給会社
- ジョイパックフィルム - ミリオンフィルム
- 東活
- 東映セントラルフィルム

過去にピンク映画を製作していたプロダクション
- 若松プロダクション
- 扇映画プロダクション
- 獅子プロダクション
- 雄プロダクション
- アウトキャスト・プロデュース
- 明光セレクト - 津谷明治
- ワールド映画 - 大野豊
- プロダクション鷹 - 木俣堯喬

### 過去に存在した企業/事業所
- 国新映画 / 日本シネマ / 日本シネマフィルム映画 - 鷲尾飛天丸
- N.S.P
- 葵映画 - 西原儀一
- 扇映画 - 斎藤邦唯
- ダイヤプロ
- 関東ムービー配給 / 関東ムービー - 桑原正衛
- 東京芸術映画協会 - 植栗昭雄
- 青年芸術映画協会 - 舟橋澄一
- 佐野芸術プロダクション - 佐野博重
- 第三プロダクション
- 武智プロダクション - 武智鉄二
- 宝映プロダクション - 桑田宗太郎
- 六本木映画 - 藤田潤一
- 純潔映画研究会 - 池田一夫
- 東京興映 - 小森白
- 日映企画 - 上松宗夫
- 双映
- 協立映画
- 中映プロダクション - 祖父江羊己
- 東活プロダクション - 八木脩
- ワタナベプロダクション - 渡邊輝男（代々木忠）
- オリジナル映画 - 千葉実
- ヒロキ映画 - 長崎エイ
- 新映フィルム
- 朝日企画 - 加藤英一
- 東京企画 - 三田浩
- 東京アイデアプロダクション - 富田騰夫
- ダイヤプロダクション
- クレンズヒル映画
- 六邦映画 - 鈴木邦夫
- 日本映画 - 高島尚一
- 新三和
- アートグループ - 深田金之助
- エイコー - 松崎耿三
- ミリオンフイルム - 加来章 / 林瑞峰
- ヤマベ・プロダクション - 山辺信雄
- 関東映配 / 大東映画 - 星光一郎
- 中央映画
- 協映 - 田中忠義
- ナオプロダクション - 菜穂俊一
- LL企画プロダクション - 糸文弘
- 内外フイルム - 三木光人
- センチュリー映画 - 井上猛夫
- 大興映画
- 奥脇プロダクション - 奥脇敏夫
- 光映画
- 山崎映画 - 山崎福次郎
- 紫水プロダクション
- 轍プロダクション - 佐藤重雄
- シネユニモンド - 本木荘二郎
- Gプロダクション
- 旭映
- 大東放映
- 東京放映 - 吉野達弥
- 東京三映社 - 芋野敏郎
- サン企画
- 新日本映画 / 映画日本新社
- 関プロダクション - 関孝二
- 東京プロダクション - 前田鶴男
- 朝倉プロダクション - 朝倉大介
- 浅野プロダクション - 浅野辰男
- 宮西プロダクション - 宮西四郎
- シバタプロダクション - 柴田輝二
- 山陽企業 / ハリマ企画 - 吉岡昌和
- 新幸プロダクション - 角田陽次郎 / 多田幸弘
- サワ・プロダクション - 沢賢介
- 日米映画 - 佐生正三郎
- 三協プロダクション
- 日本セントラル映画 - 矢島常二
- ゼネラル映画 - 佐藤銀次郎
- 国際ビデオ - 建部博
- 第7グループ映画 - 湯浅浪男
- 第8芸術映画プロダクション - 南部泰三